# كوليستين
الكوليستين (بالإنجليزية: Colistin)‏ شائع باسم: كوليستين سلفوميثان، كوليستيميثات الصوديوم، ويعرف أيضًا باسم بوليميكسين E، يستخدم كملاذ أخير للعدوى الناتجة من البكتيريا سالبة الغرام المقاومة للأدوية كمضاد حيوي لعلاج الالتهابات البكتيرية التي تسببها البكتيريا سالبة الغرام والتي ينتج منها التهاب رئوي. كوليستين هو مزيج من ببتيدات حلقية من كوليستين أ وب وينتمي إلى فئة المضادات الحيوية متعددة بولي ببتيد المعروفة باسم بوليمكسينات. كوليستين دواء فعال ضد معظم بكتيريا سلبية الغرام.
وهو يعمل عن طريق تكسير الغشاء السيتوبلازمي للبكتيريا الذي يؤدي عمومًا إلى موت الخلايا البكتيرية تم اكتشاف كوليستين في عام 1947 وتمت الموافقة على استخدام كوليستيميثات الصوديوم للاستخدام الطبي في الولايات المتحدة في عام 1970.وهو مدرج في قائمة الأدوية الأساسية لمنظمة الصحة العالمية. يتوفر كمحلول للحقن داخل الوريد أو داخل العضلات.

## الأعراض الجانبية
تشمل الآثار الجانبية الشائعة في حالة الحقن مشاكل في الكلى والجهاز العصبي. ويمكن أن تشمل الآثار الجانبية الخطيرة الأخرى مثل الحساسية المفرطة، وضعف العضلات، و الإسهال. أما في حالة الاستنشاق قد يؤدي إلى انقباض القصيبات الهوائية. ومن غير الواضح ما إذا كان الاستخدام أثناء الحمل آمنًا للطفل. Other serious side effects may include صدمة الحساسية, muscle weakness, and عدوى الكلوستريديوم العسير.

## التاريخ
تم عزل كوليستين لأول مرة في اليابان في عام 1949 من قارورة تخمير بكتيريا Bacillus polymyxa var. كوليستينوس من قبل العالم الياباني كوياما  وأصبح متاحًا للاستخدام السريري في عام 1959.
أصبح كوليستيميث الصوديوم، وهو عقار أقل سمية، متاح للحقن في عام 1959. في الثمانينات، توقف استخدام البوليمكسين على نطاق واسع بسبب السمية الكلوية والعصبية. نظرًا لأن البكتيريا المقاومة للعقاقير المتعددة أصبحت أكثر انتشارًا في التسعينيات، بدأ كوليستين في إلقاء نظرة ثانية كحل طارئ، على الرغم من الآثار السامة.

## وصلات خارجية
- "Colistin topics page (bibliography)". Science.gov. مؤرشف من الأصل في 2019-11-04.
- "Protocol for PCR detection of the gene mcr-1 gene" (PDF). National Food Institute. Technical University of Denmark. مؤرشف من الأصل (PDF) في 2016-08-14.